# Nduayuo
Nduayuo är en ort i Mexiko.   Den ligger i kommunen Santa Cruz Nundaco och delstaten Oaxaca, i den sydöstra delen av landet, 290 km sydost om huvudstaden Mexico City. Nduayuo ligger 2 183 meter över havet och antalet invånare är 108.
Terrängen runt Nduayuo är huvudsakligen kuperad, men österut är den bergig. Runt Nduayuo är det ganska glesbefolkat, med 22 invånare per kvadratkilometer. Närmaste större samhälle är Heroica Ciudad de Tlaxiaco, 12,7 km nordost om Nduayuo. I omgivningarna runt Nduayuo växer huvudsakligen savannskog.